# 힌다르퍌
힌다르퍌(고대 노르드어: Hindarfjall) 또는 힌다퍌(고대 노르드어: Hindafjall)은 노르드 신화의 볼숭 대계에서 브륀힐드가 사는 산이다. 《고 에다》와 《볼숭 그 일족의 사가》에서는 "힌다르퍌", 스노리 스투를루손의 《신 에다》에서는 "힌다퍌"이라고 한다.
《신 에다》 중 〈시어법〉에 보면 시구르드가 산 위에 지어진 건물에서 잠들어 있는 브륀힐드를 처음 만난다. 이때는 산의 이름이 언급되지 않는다. 그 뒤 시구르드가 군나르의 모습을 하고 불꽃을 뚫고 들어가 브륀힐드에게 청혼할 때 브륀힐드는 힌다퍌 산에서 넘실거리는 불꽃(vafrlogi 바프로기)에 둘러싸여 있다고 언급된다.
《고 에다》의 〈시그드리파가 말하기를〉과 《볼숭 그 일족의 사가》에서는 힌다르퍌이라는 이름이 처음부터 언급된다. 파프니르와 레긴을 죽인 뒤 시구르드는 남쪽의 프랑크(오늘날의 프랑스)로 가기 위해 힌다르퍌 산을 넘는다. 그러다 산에서 엄청나게 밝은 빛을 보게 되는데, 가까이 가 보니 방패로 이루어진 벽이 서 있고 그 뒤에 시그드리파=브륀힐드가 잠들어 있었다. 그리고 그 다음 군나르의 모습으로 불꽃을 뚫고 갈 때는 장소의 이름이 언급되지 않는다. 《신 에다》와 반대인 셈이다.
힌다르퍌은 〈파프니르가 말하기를〉에도 언급된다. 시구르드가 파프니르의 용혈(龍血)을 맛보고 새들의 소리를 알아들을 수 있게 되는데, 새들이 시구르드에게 힌다르퍌 위에 지어진 저택이 불꽃으로 둘러싸여 있고 그 안에 시그드리파가 잠들어 있다고 말한다.
〈브륀힐드의 저승 가는 길〉에서는 스카탈룬드(고대 노르드어: Skatalundr)라는 이름으로 언급된다.